# Rosalind Park
Rosalind Park är en park i Australien. Den ligger i kommunen Greater Bendigo och delstaten Victoria, omkring 130 kilometer nordväst om delstatshuvudstaden Melbourne.
Runt Rosalind Park är det glesbefolkat, med 8 invånare per kvadratkilometer.. Närmaste större samhälle är Bendigo, nära Rosalind Park. 
I omgivningarna runt Rosalind Park växer huvudsakligen savannskog. Genomsnittlig årsnederbörd är 618 millimeter. Den regnigaste månaden är februari, med i genomsnitt 87 mm nederbörd, och den torraste är januari, med 17 mm nederbörd.